# Jakub Ignacy Nagurski
Jakub Ignacy Nagurski (Nagórski, Nahorski), herbu Pobóg (ur. ok. 1760 – zm. 1796 lub 1797) – generał lejtnant w insurekcji kościuszkowskiej, podkomorzy żmudzki w latach 1765–1798, ciwun berżański w latach 1762–1765, surogator ziemski żmudzki w latach 1761–1765.
Pochodził ze Żmudzi, poseł na sejmy. W 1764 roku podpisał elekcję Stanisława Augusta Poniatowskiego z Księstwa Żmudzkiego. Zwolennik konstytucji 3 maja. W 1791 był rotmistrzem kawalerii narodowej wojska litewskiego. W czasie wojny polsko-rosyjskiej 1792 dowodził chorągwią ufundowaną przez ojca, próbował organizować powstanie na Żmudzi przeciwko najazdowi rosyjskiemu. Wyjechał do Lipska, gdzie brał udział w przygotowaniu powstania 1794 roku. Mianowany organizatorem sił powstańczych Księstwa Żmudzkiego. Na czele utworzonego przez siebie oddziału jazdy dotarł do Lipawy.
W 1792 odznaczony Orderem Orła Białego, w 1778 został kawalerem Orderem Świętego Stanisława.